# 札幌パリ
株式会社札幌パリ（さっぽろパリ）は、札幌市白石区に本社のあるヤマザキグループの企業。この項目では、かつての親会社「イズヤパン」についても記載している。

## 商品
- パン
- 洋菓子
- 調理パン
- ルヴァン種

## 沿革

### イズヤパン
イズヤパンは、かつて北海道帯広市に本社のあった企業。1952年（昭和27年）に創業し、道東を中心に販売網を構築して1979年度（昭和54年度）には年商54億円を売り上げたが、同業他社の道東進出によって市場占有率（シェア）が低下し、業績が悪化した。1990年（平成2年）には釧路と旭川の工場を閉鎖して経営規模の縮小を図り、翌年には北海道拓殖銀行と日本製粉の役員を受け入れて再建に向けての取組みを行っていたが、バブル崩壊の影響により所有地の売却が進まずに資金繰りが悪化した。1993年（平成5年）、釧路地方裁判所帯広支部に和議適用を申請して事実上倒産（負債総額32億円）。1994年（平成6年）に山崎製パンがイズヤパンと札幌パリの株式を取得し、「ヤマザキグループ」になった。2012年（平成24年）にはイズヤパンの製造販売事業を札幌パリに統合、2017年（平成29年）3月には札幌パリからとかち帯広工場を引き継いだとかち帯広ヤマザキを設立して分社化した。1998年から2003年まで、ポケモンパンを第一屋製パン（第一パン）からのライセンス生産により販売していた。

### 年表
- 1952年（昭和27年）：帯広市にて「伊豆屋食品」設立[1]。
- 1964年（昭和39年）：「伊豆屋パン」と社名変更[1]。
- 1972年（昭和47年）：札幌にて伊豆屋パンの子会社「札幌パリ」設立[1]。
- 1973年（昭和48年）：札幌パリが本社移転し、フランスからフランスパン製造プラント導入し、フランスパン・洋菓子などの本格的な製造開始[1]。
- 1976年（昭和51年）：現在地に本社及び工場移転[1]。
- 1979年（昭和54年）：伊豆屋パンが「イズヤパン」と社名変更[1]。
- 1993年（平成05年）：イズヤパンが釧路地方裁判所帯広支部に和議を申請[4][8][リンク切れ]。
- 1994年（平成06年）：山崎製パンがイズヤパンと札幌パリの株式取得し[6]、新会社として発足[1]。
- 2012年（平成24年）：イズヤパンの製造販売事業を札幌パリに統合[6]。
- 2013年（平成25年）：帯広工場が火災によりほぼ全焼[9]。
- 2014年（平成26年）：帯広工場の従業員を配置転換・解雇[10]。とかち帯広工場竣工。

## 事業所
- 本社・工場 - 札幌市白石区菊水3条4丁目3-37
- 直営ベーカリー
  - 札幌市
  - 岩見沢市
  - 江別市
  - 北広島市
  - 千歳市
  - 北斗市
  - 函館市
  - 河西郡芽室町
  - 帯広市
  - 滝川市